# Борейко (герб)
Борейко (пол. Borejko, Boreyko) — герб ряда благородных родов Польши и Белоруссии (Борейко и других). Известен со времен Великого княжества Литовского и Русского.

## Описание
Красная свастика на белом щите. Вертикальные лучи свастики загнуты два раза.
Первое письменное упоминание — 1410 год.

## Герб используют
8 родовБорейка (Borejka), Борейко (Borejko, Boreyko), Болейко (Bolejko), Borzym, Борздынский (Borzdyński), Bosiacki, Estkowski, Радзиховский  (Radzichowski, Radziechowski).